# Rafael Colón
Rafael Saint Hilaire Colón (Santiago de los Caballeros; 18 de mayo de 1918 - Santo Domingo; 7 de junio de 1991), conocido como la "espiga de ébano" fue un cantautor dominicano.

## Biografía
Se inició en sus actividades musicales a temprana edad, integrando el trío Tapacán con Licinio Valerio y su hermano Federico Colón, realizando presentaciones en la radio de su ciudad natal.  Paralelamente a sus quehaceres en la música, aprendió el oficio de zapatero.  También formó parte del trío Santiago.
Su primera composición, "Al pie del bambú" , la escribió en 1938.  A fines de los años 30 trabajó con el cuarteto “Estrellas Cibaeñas” y con la orquesta "Hermanos Vásquez", como baterista y cantante. En 1942 entró a formar parte de la recién fundada  “Orquesta San José”.  Paralelamente fue guitarrista acompañante de cantantes como Flor de Lis y Lilian Pina.
En 1944 entró a trabajar en la orquesta  “Presidente Trujillo" del maestro Luis Alberti,  considerada la más prestigiosa agrupación musical de su tiempo. Con esta orquesta, realizó su primera grabación, el bolero “Ven” de Manuel Sánchez Acosta. Con la orquesta de Alberti grabó tres discos de larga duración y numerosos sencillos. También creó numerosas canciones basadas en poemas del doctor Héctor Cabral Ortega e incursionó en los más diversos géneros de música tropical como baladas, merengues, boleros, guarachas, sones y danzonetes.

## Discografía
- Para ti (con Luis Pérez) (1960)

1. Para ti
2. Imposible creer
3. Traicionera
4. Trata de encontrarme
5. Amorosa
6. Paraíso soñado
7. Retrato de amor
8. Aquella tarde
9. Quisiera encontrar
10. Sígueme mirando
11. Torpeza
12. Perdóname

- Soñando contigo (1960)

1. Soñando contigo
2. ¿Por qué me gustas?
3. El momento de quererte
4. Una cita contigo
5. Grande amor
6. Ay de mi
7. Si Me vieras
8. Sé que volverás
9. No sé por qué
10. Deseo
11. Tu pena
12. Que tendrás

- Traicionera (1960)

1. Para ti
2. Imposible xreer
3. Traicionera
4. Trata de encontrarme
5. Amorosa
6. Paraíso aoñado
7. Retrato de amor
8. Aquella tarde
9. Quisiera encontrar
10. Sígueme mirando
11. Torpeza
12. Perdóname

- Apasionado (1965)

1. Apasionado
2. Dejarte no
3. Lejos de ti
4. Cerca de ti
5. Mi secreto
6. Cariño
7. Notas de una canción
8. Te quise juzgar
9. Querer
10. Dudo de ti
11. Vuelve otra vez
12. Desconfianza

- Su guitarra y sus canciones (1960)

1. Anhelo de amor
2. Como lo soñé
3. No me explico
4. En tu ausencia
5. Dame tus caricias
6. Te adoraré
7. Ternura
8. Ansiedad
9. No debo quererte tanto
10. Tus ojos
11. Como te quiero
12. Sufrimiento

- Mi Quisqueya (con Luis Pérez) (1969)

1. Mi Quisqueya
2. Lucía
3. Arenas del desierto
4. Pequeña
5. Mayba
6. No me interesa
7. Justa razón
8. Quisqueya
9. Estrella marinera
10. Mi regalo
11. Invernar
12. Dímelo quedo
13. Espera quisqueyana
14. Santiago

- 100 canciones y un millón de recuerdos (con Francis Santana) (1970)

1. La Bayamesa
2. Adorada ilusión
3. Ya no te quiero
4. Río Abajo
5. Noche de ronda / Amor, amor, amor
6. Veneno
7. Tú lo sabes (Pensando)
8. Dulce amanecer
9. Alma libre
10. Silencio

- Acompañado por Fernando Gautreaux y su guitarra (1972)

1. El espejo
2. No se debe amar
3. Por culpa de tu amor
4. Guitarra suena más bajo
5. Pídeme más
6. Por el amor de una mujer
7. Mi querido amigo
8. Popurrí: Siempre viva / Mujer divina / Perfidia
9. Traicionera
10. Guitarra bohemia

- Navidades en merengues y salves (con Johnny Ventura) (1972)

1. Cantares de Navidad
2. Mamacita, ¿dónde está Santa Claus?
3. Merengue de anvidad
4. Aguinaldo dominicano
5. El Martiniqueño
6. Fiesta navideña
7. La Guachupita
8. Salve navideña
9. Nochebuena ven
10. Jaleo pascual

- Amar es vivir (con Johnny Ventura) (1978)

1. Bendito amor
2. Cuando volveré a besarte
3. Amar y vivir
4. Eso
5. Yo siento Como tú
6. Bonita
7. Sueño de amor
8. Peregrina
9. Cobarde
10. Te puedo perdonar

- Interpretan a Juan Lockward (con Fausto Rey) (1982)

1. Quiéreme cuál yo a ti
2. Poza del Castillo
3. Sin que nadie se entere
4. La india soberbia
5. Flor de té
6. Dilema
7. Cuando yo te olvide
8. Puerto Plata
9. Santiago
10. Que Dios bendiga al Cibao

- Concierto de amor (con Johnny Ventura) (1983)

1. Una vez nada más
2. Consentida
3. La bella cubana
4. Caminito del abismo
5. Concierto de amor
6. Frío en el alma
7. La mentira (Se te olvida)
8. Por la vuelta
9. Todo y nada
10. Amor y olvido